# Нойендайх
Нойендайх (нем. Neuendeich) — община в Германии, в земле Шлезвиг-Гольштейн. 
Входит в состав района Пиннеберг. Подчиняется управлению Морреге.  Население составляет 528 человек (на 31 декабря 2010 года). Занимает площадь 8,54 км².